# Bouquet d'illusions
Bouquet d'illusions es un cortometraje mudo francés de 1901 de Georges Méliès también conocido como La dama de tres cabezas. Fue vendido por la Star Film Company de Méliès y tiene el número 334 en sus catálogos.
Se creía que la película estaba perdida hasta 2014, cuando el historiador de cine Serge Bromberg identificó una sola copia deteriorada en una colección que había pertenecido a Frank Brinton, un artista ambulante del medio oeste estadounidense de la época de Méliès. También se descubrió que la colección de Brinton contenía otra película de Méliès presuntamente perdida, Le Rosier miraculeux. La dama de tres cabezas fue restaurada en 2016 por el estudio de restauración cinematográfica Lobster Films y proyectada ese año, por primera vez desde su redescubrimiento, en el festival Il Cinema Ritrovato de Bolonia.